# Унтеркольштеттен
Унтеркольштеттен (нем. Unterkohlstätten) — коммуна в Австрии, в федеральной земле Бургенланд. 
Входит в состав округа Оберварт.  Площадь общины составляет 29,14 км², население — 1002 человека (1 января 2021), плотность населения — 34 чел./км². Официальный код  —  10924.

## Население
| Год  | Численность |
| ---- | ----------- |
| 1869 | 1455        |
| 1889 | 1542        |
| 1890 | 1553        |
| 1900 | 1538        |
| 1910 | 1454        |
| 1923 | 1445        |
| 1934 | 1578        |
| 1939 | 1582        |
| 1951 | 1231        |
| 1961 | 1196        |
| 1971 | 1135        |
| 1981 | 1144        |
| 1991 | 1152        |
| 2001 | 1103        |
| 2011 | 1030        |
| 2021 | 1002        |

## Политическая ситуация
Бургомистр коммуны — Леонхард Шнеман (СДПА) по результатам выборов 2007 года.
Совет представителей коммуны (нем. Gemeinderat) состоит из 19 мест.
- СДПА занимает 10 мест.
- АНП занимает 9 мест.